# Sergio Henao
Sergio Luis Henao Montoya (* 10. prosince 1987 Riogrande) je kolumbijský silniční cyklista, známý jako vrchařský specialista.
Původně závodil na UCI Continental Circuits, v roce 2012 uzavřel profesionální smlouvu s Team Sky a v letech 2019 a 2020 jezdil za UAE Team Emirates. 
Vyhrál závody Clásico Ciclístico Banfoandes 2007, Grande Prémio de Portugal 2009, Vuelta a Colombia 2010 a Paříž–Nice 2017. V letech 2017 a 2018 se stal mistrem Kolumbie v závodě jednotlivců. Na Giro d'Italia obsadil v roce 2012 celkové deváté místo a v roce 2013 získal etapové vítězství. Na závodě Kolem Baskicka byl v roce 2013 třetí a v letech 2015 a 2016 druhý. V roce 2013 dojel jako druhý na La Flèche Wallonne.
Reprezentoval Kolumbii na dvou olympijských hrách. V roce 2012 obsadil 16. místo, v roce 2016 jel ve vedoucí skupině, avšak po srážce s Vincenzem Nibalim upadl, zlomil si pánev a musel ze závodu odstoupit.
Profesionální cyklistou je i jeho bratranec Sebastián Henao.

## Celkové pořadí na velkých etapových závodech
|                 | 2012 | 2013 | 2014 | 2015 | 2016 | 2017 | 2018 | 2019 |
| --------------- | ---- | ---- | ---- | ---- | ---- | ---- | ---- | ---- |
| Giro d'Italia   | 9    | 16   | –    | –    | –    | –    | 13   | –    |
| Tour de France  | –    | –    | –    | –    | 12   | –    | 28   | 47   |
| Vuelta a España | 14   | 28   | –    | 22   | –    | –    | 28   | 45   |